# Stylopauropus sulcatus
Stylopauropus sulcatus är en mångfotingart som beskrevs av Paul Auguste Remy 1958. Stylopauropus sulcatus ingår i släktet skaftfåfotingar, och familjen fåfotingar. Inga underarter finns listade i Catalogue of Life.